# 生石治家
生石 治家（おいし はるいえ）は、戦国時代から江戸時代初期にかけての武将。備中国賀陽郡生石の生石城を本拠とする国人で、備中石川氏、毛利氏、宇喜多氏に仕える。

## 生涯

### 出自
備中国賀陽郡生石の生石城を本拠とする国人である生石氏に生まれる。
詳しい系譜は不明だが、備中国の一宮である吉備津神社に書状が残されている生石家昌（大和守）は治家の先祖とされている。また、永正17年（1520年）4月9日に吉備津神社に奉納された梵鐘の銘文に「社務代 生石兵庫助 藤原定秀」と刻まれており、生石氏が吉備津神社との繋がりを持った一族であったことが分かる。
なお、吉備津神社には治家の書状も2通残されており、昭和5年（1930年）11月に出版された『岡山縣通史 下編』には、治家の署名と花押の画像が掲載されている。

### 毛利氏配下
天正7年（1579年）、別所長治が籠城する三木城への兵糧搬入のため、乃美宗勝と児玉就英が主将を務める兵船200余艘が出陣し、播磨国明石郡魚住に廻航。この動きに対し、羽柴秀吉は三木城付近の君ヶ峰を始めとした諸所に30余りの付城を築いてその間に役所を構え、更に要所要所に塀を掛け乱杭・逆茂木を堅固に備えて対抗した。毛利軍は三木城と呼応して羽柴軍の警戒線を突破して兵糧を運び込む策を立て、9月9日の丑の刻に治家を将とする一隊が密かに上陸して三木城兵の案内を受けて美嚢郡平田の羽柴方の付城を襲撃し、付城を守る羽柴秀吉の与力・谷衛好を討ち取った。この戦闘の間に三木城の城兵が兵糧を運び入れる動きを見せると、秀吉は兵糧の搬入を阻止するために出陣し、三木城から打って出ていた別所長治の叔父・別所賀相の軍と美嚢郡大村において交戦。別所方は別所賀相の弟である別所安之を始めとした多くの将兵が戦死する敗戦となったが、その間に三木城への兵糧搬入は成功した。
同年、毛利氏が軍勢を美作国へ向けるにあたって、備中国と備前国の国境にある諸城の防備を固めるために毛利方の諸将が配置されることとなり、備中高松城の南方1里にある加茂城の本丸に桂広繁、西の丸に上山元忠、そして東の丸に治家が配置された。
天正10年（1582年）、羽柴秀吉は備中国の諸城に調略を仕掛け、加茂城を守る桂広繁、上山元忠、治家のもとに蜂須賀正勝、生駒親正、堀尾吉晴を派遣して加茂城からの退城を勧告したが、三将はこれに応じなかった。蜂須賀正勝らはその後も調略を続け、桂広繁と上山元忠は断固として拒絶したが、治家のみは毛利氏家臣となって日が浅く、毛利氏に対する忠誠心も薄かったためか、調略に応じた。
同年5月2日、宮路山城を降した秀吉はその勢いに乗って加茂城への攻撃を開始。秀吉の調略に応じていた治家は東の丸に羽柴軍と宇喜多軍の兵を引き入れ、夜半に加茂城本丸の桂広繁へ使者を送って退城を勧告した。この勧告に対し桂広繁の一族の桂右衛門尉が櫓に上って拒絶の意を返答し、東の丸へ鉄砲を撃ち掛けたため戦闘が開始し、治家は秀吉を案内して丑の刻から申の刻にかけて、桂広繁の守る本丸と元忠の守る西の丸を激しく攻めたて、村上新五右衛門尉や内藤新右衛門尉らを討ち取った。しかし、本丸の桂広繁と西の丸の上山元忠が協力して防戦に努めたため、逆に兵数十人を討ち取られ、羽柴軍は撃退された。
同年6月4日付けで毛利元秋が湯原春綱に宛てた書状によると、毛利方が調略によって生石城を奪取し番衆に守らせたとの知らせが小早川隆景から毛利元秋へもたらされている。

### 宇喜多氏に仕える
毛利氏を離反した後の治家は宇喜多秀家に仕えており、備前国の天神丸前村の出城を居城として、備前国児島郡の柳田村、備中国都宇郡の加茂村と三本木村、窪屋郡の三田村と生阪村で3500石を領した。
慶長5年（1600年）9月15日の関ヶ原の戦いでは宇喜多秀家に従って出陣したが敗れ、子の生石春政や家臣の継見喜兵衛らが戦死した。なお、継見喜兵衛は治家の名を名乗って戦死しており、治家の身代わりとなったと考えられている。
寛永5年（1628年）12月14日に死去。

## 系譜
- 妻：妙正大姉（?-1646） - 正保3年9月6日（1646年10月14日）没[1]。法名は「妙正大姉」[1]。
  - 男子：生石春政（?-1600） - 通称は「帯刀」[1]。知行は1000石[1]。慶長5年（1600年）9月15日の関ヶ原の戦いにおいて戦死[1]。
  - 男子：大森元政（?-?） - 通称は「左京進」[1]。備前国の山際城主[1]。知行は5300石[1]。
  - 男子：大森政成（?-?） - 通称は「源右衛門」[1]。備前国の山際城に在城[1]。知行は3000石下方[1]。
  - 男子：大森大炊佐（?-?） - 清水城主[2]。知行は1100石[2]。
  - 女子：大森成道室（?-?） - 大森成道は宇喜多秀家に仕え、慶長3年（1598年）の宇喜多家の侍帳に「生石宗左衛門尉」の名で2500の知行が与えられていることが記されている[2]。
  - 男子：生石道政（?-?） - 通称は「作重郎」[2]。備前国の唐川市場村に住した後に牢人し、津和野藩主・坂崎直盛や岡山藩主・池田忠雄に仕えた[2]。妻は備中国日幡村の与右衛門の娘[2]。
  - 男子：大森吉政（?-?） - 通称は「太郎兵衛」[2]。赤穂藩主・池田輝興に仕えて150石を与えられたが、後に牢人し、広島藩主・浅野光晟に仕えて150石を与えられる[2]。

## 家臣
- 継見喜兵衛 - 知行150石[1]。慶長5年（1600年）9月15日の関ヶ原の戦いの際に治家の身代わりとして戦死[1]。
- 岩田治右衛門 - 知行200石[1]。子孫に足守加茂村の庄屋となる[1]。
- 宮宅三右衛門 - 知行は300石[1]。子孫は中庄村に土着[1]。
- 真野源左衛門 - 知行は150石[1]。子孫は生阪村に土着[1]。
- 岩松甚右衛門 - 知行は100石[1]。